# 德威特冰原島峰
84°49′S 67°42′W / 84.817°S 67.700°W
德威特冰原島峰（英語：DeWitt Nunatak）是南極洲的冰原島峰，位於伊利沙伯女皇地，屬於彭薩科拉山脈中帕圖克森特山脈的一部分，處於斯內克嶺以西13公里，海拔高度1,295米，美國地質調查局根據測量和該國海軍的空中照片繪入地圖，現時由南極條約體系管理。